# دير ميتيورون العظيم

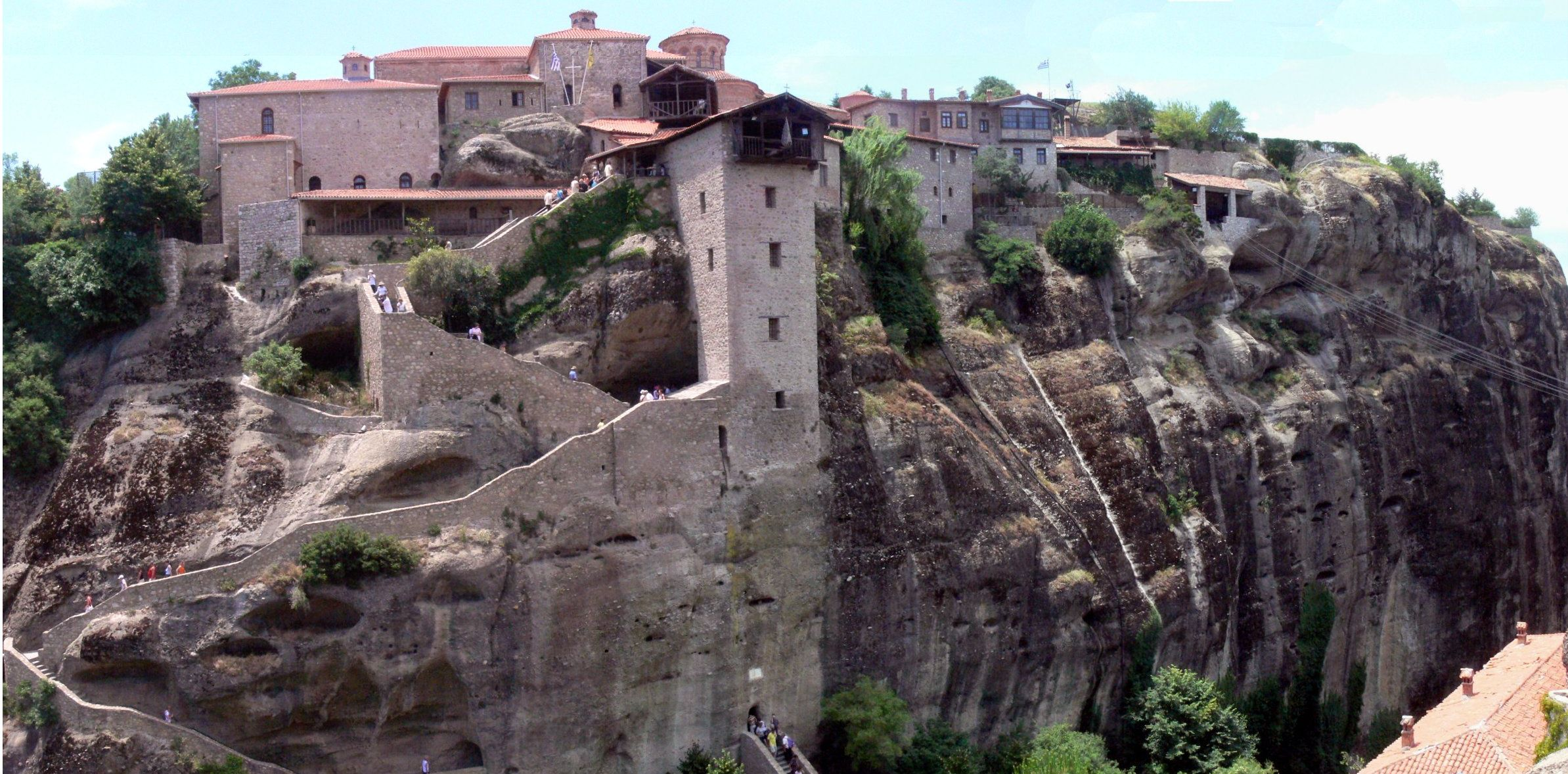

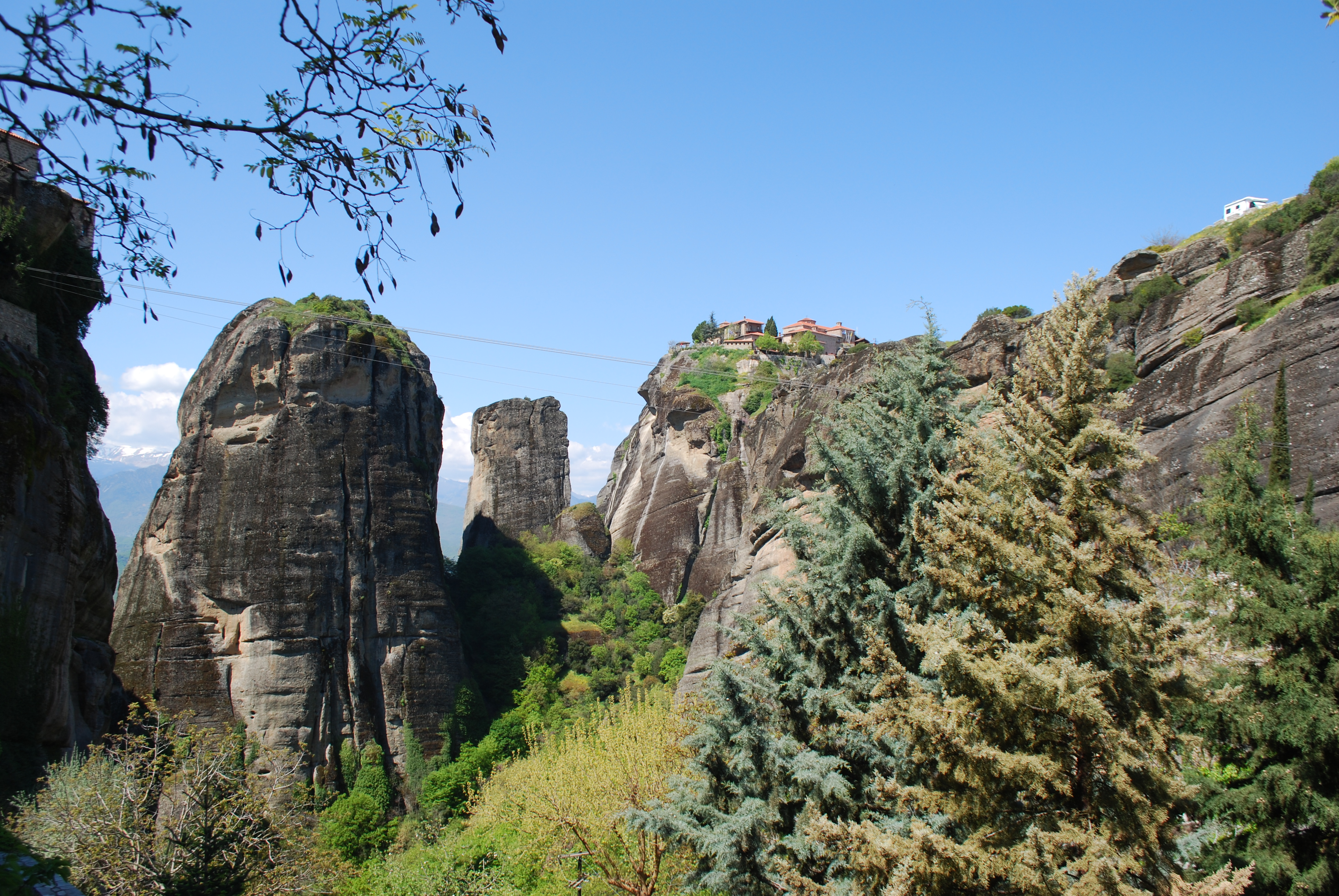
من اليمين إلى اليسار: النيزك العظيم ، وبرج الشيطان، وإيبسيلوتيرا، ومنظر جزئي لدير القديس نيكولاس أنابوساساس

دير النيزك العظيم ( اليونانية: Μεγάλο Μετέωρο ) أو دير ميتيورون العظيم هو دير أرثوذكسي شرقي وهو جزء من مجمع دير ميتيورا في ثيساليا ، وسط اليونان .  يقع الدير على قمة صخرة  تسمى ميتيورا أو بلاتيليثوس ، والتي هي على ارتفاع 415 مترًا فوق قاع وادي بينيوس .

## التاريخ
تأسس الدير على يد أثناسيوس النيزكي في عام 1356،  برعاية اللورد المحلي سيمون أوروس ، ومقره في تريكالا القريبة، والذي أعلن نفسه في نفس العام إمبراطورًا للصرب واليونانيين بعد وفاة ستيفان دوشان .  :414خلال القرن التالي وقعت المنطقة تحت حكم الإمبراطورية العثمانية ، التي استمرت حتى اتفاقية القسطنطينية (1881) التي استولت بموجبها مملكة اليونان على ثيساليا .
كان إميليانوس (فافيديس) رئيس رهبان الدير بين عامي1961 و 1973 حيث انتقل بعد ذلك إلى سيمونوبترا Simonopetra واصبح رئيسا لرهبانها . وكان أخوه ألكسواز ، الذي أصبح معروفا بألكسواز كسونوفوبوس ، أصبح أيضا رئس كهنة ميتيورون العظمى في عام 1973 وظل فيها حتى 1976. وفي عام 1976 انتقل أليكسيوس إلى دير كسينوفونتوس ..

## مكتبة
يحتوي دير النيزك العظيم على أكبر مجموعة من المخطوطات في ميتيورا. من بين 1124 مخطوطة تم تصنيفها بواسطة ن. فيس في أديرة ميتيورا الستة، وتم تسجيل 610 منها في ميتيورون العظيم. 

## المعالم السياحية القريبة
برج الشيطان وهو صخرة كبيرة قائمة ، تقع جنوب الدير مباشرة. وهي على مقربة من الدير القديم الموجود على صخرة أبسيلوتيرا.